# Rockmonster (musikalbum)
Rockmonster är indierockgruppen Rockmonsters självbetitlade debutalbum, utgivet i februari 2000 på Rabid Records.

## Låtlista
1. "Golden Ball" - 2:57
2. "New Shirt and Pants" - 2:14
3. "Smoke Screen" - 1:35
4. "Rock'N'Roll Is Killing My Life" - 2:39
5. "Sink" - 5:12
6. "Stitch" - 3:06
7. "Cheesecake" - 2:51
8. "Chicken Farm Foundation" - 2:26
9. "Croissant" - 2:18
10. "Satan Came This Morning" - 2:07
11. "Voodoo Interlude" - 1:35
12. "Straight Dope" - 3:34

## Medverkande musiker
- Fredrik Wennerlund - trummor, slagverk
- Johan Skugge - gitarr, keyboards, bakgrundssång
- Martin Thomasson - sång, gitarr

## Mottagande
Dagensskiva.com gav skivan betyget 8/10 och skrev "På riktigt hög volym börjar man efter närmare fem minuter (skivans längsta låt) att likt en riktig lördags-Morrison springa runt och muttra om väldiga ormar och blåa bussar." Även Nöjesguidens recensent var positiv och skrev: "Vilken jävla debut!".

### Fotnoter
1. ↑  ”Rockmonster”. Discogs.com. http://www.discogs.com/Rockmonster-Rockmonster/release/1250033. Läst 15 januari 2012.
2. ↑  Nordlander, Mikael (20 februari 2000). ”Rockmonster - Rockmonster”. Dagensskiva.com. http://dagensskiva.com/2000/02/20/rockmonster-rockmonster/. Läst 15 januari 2012.
3. ↑  ”Rockmonster - Rockmonster”. Nöjesguiden. http://nojesguiden.se/recensioner/musik/rockmonster. Läst 15 januari 2012.